# Chiese di Pistoia

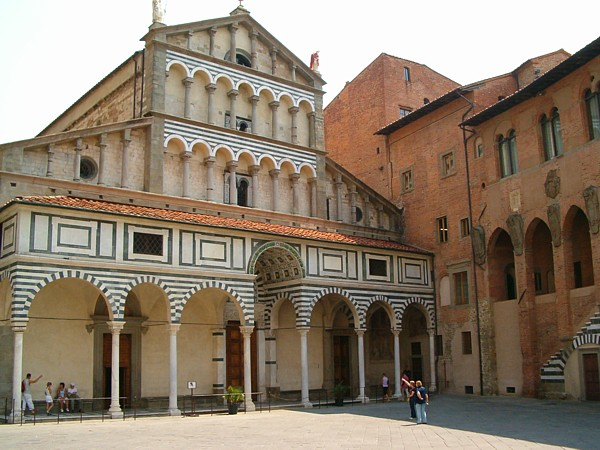
La cattedrale di San Zeno

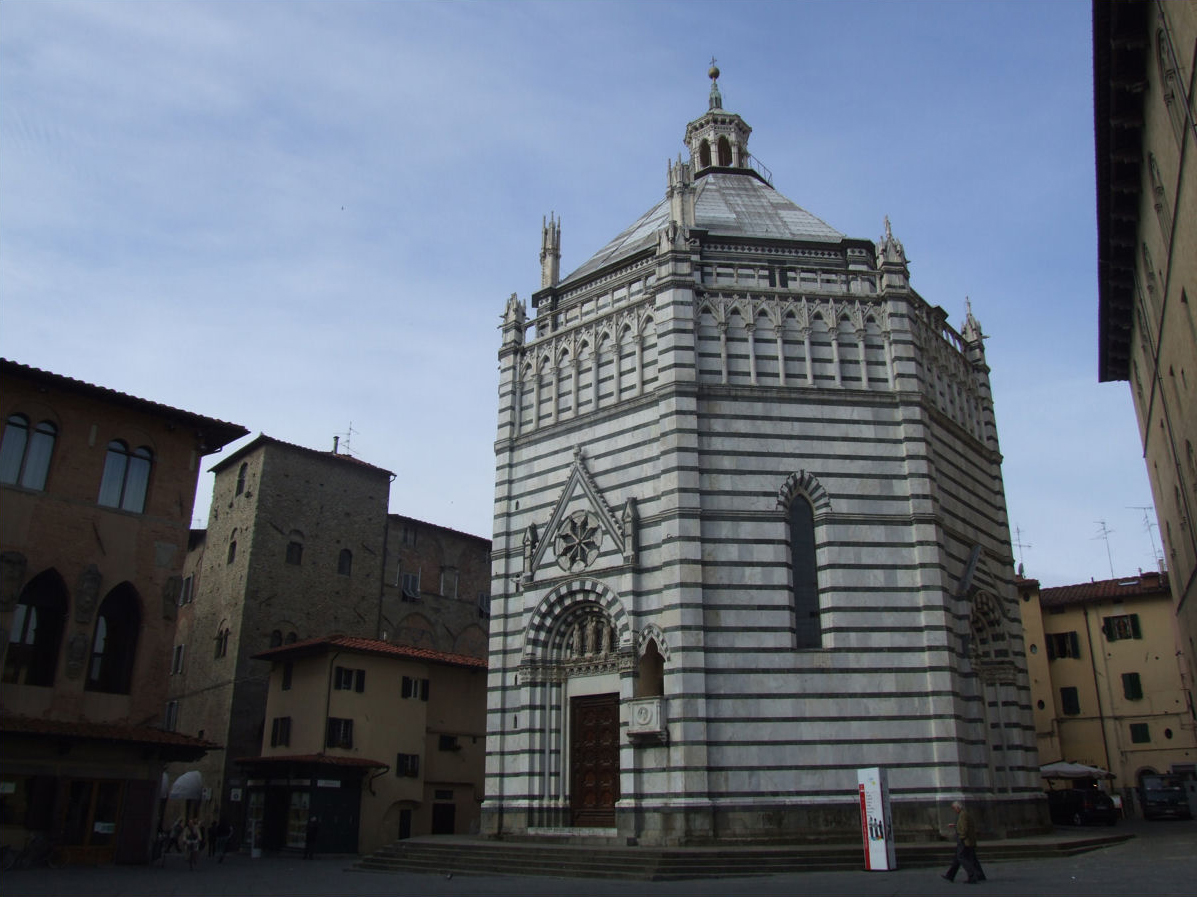
Battistero di San Giovanni in corte

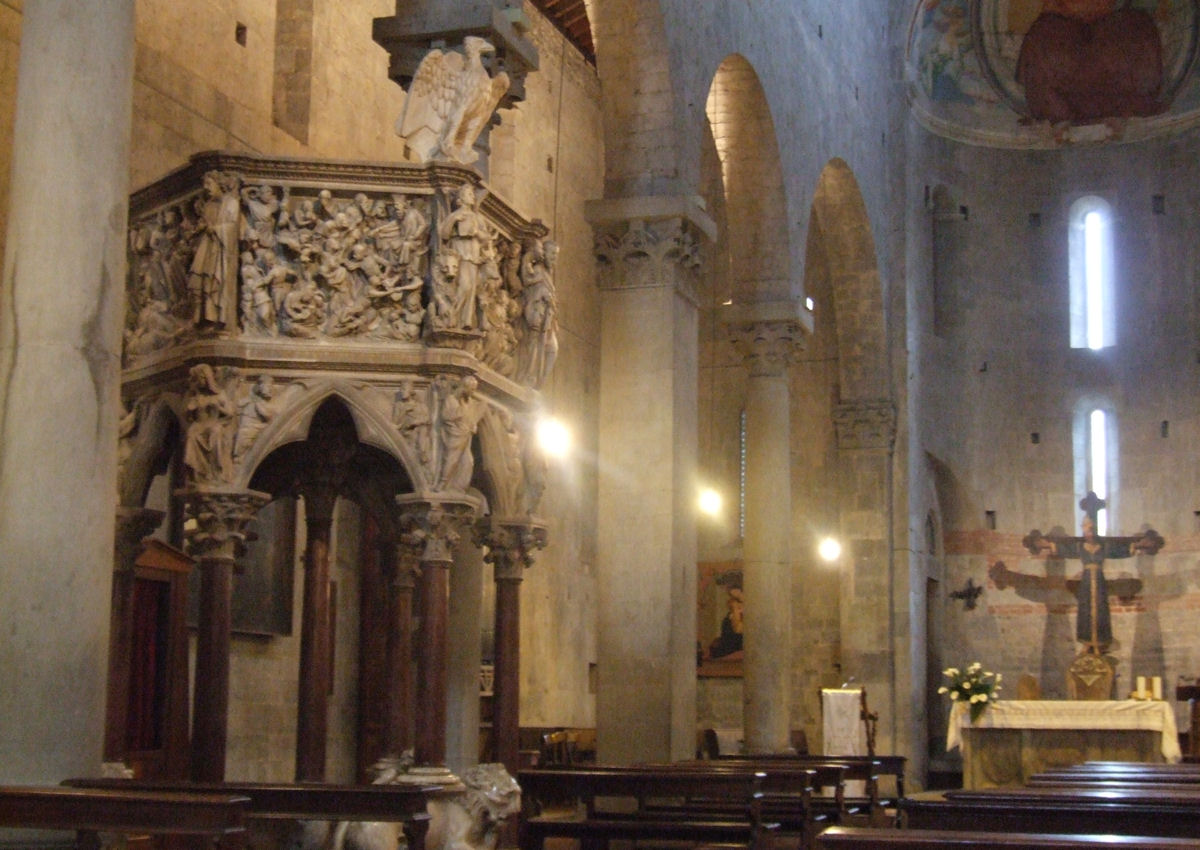
Chiesa di Sant'Andrea

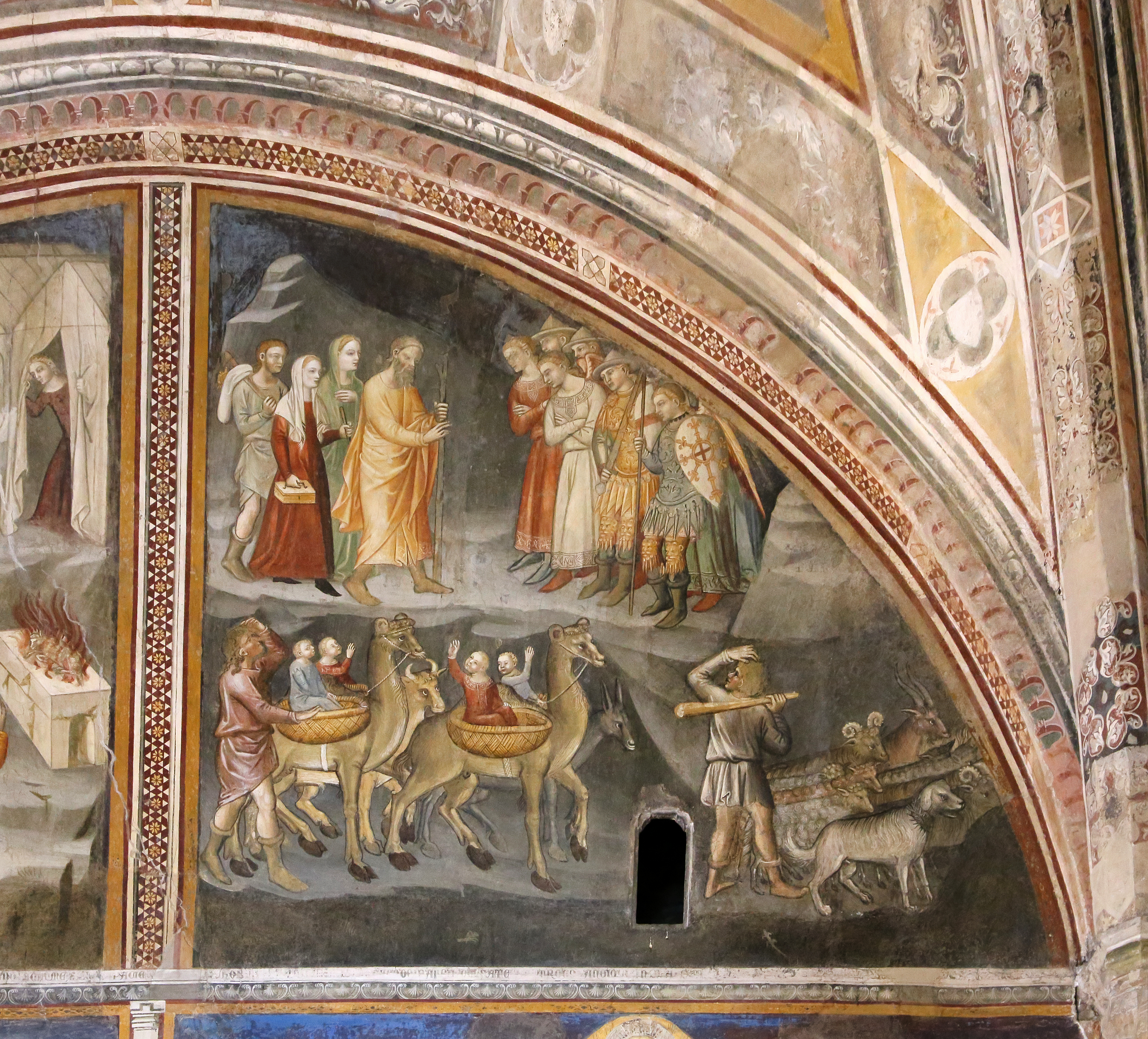
Chiesa e convento di Sant'Antonio Abate

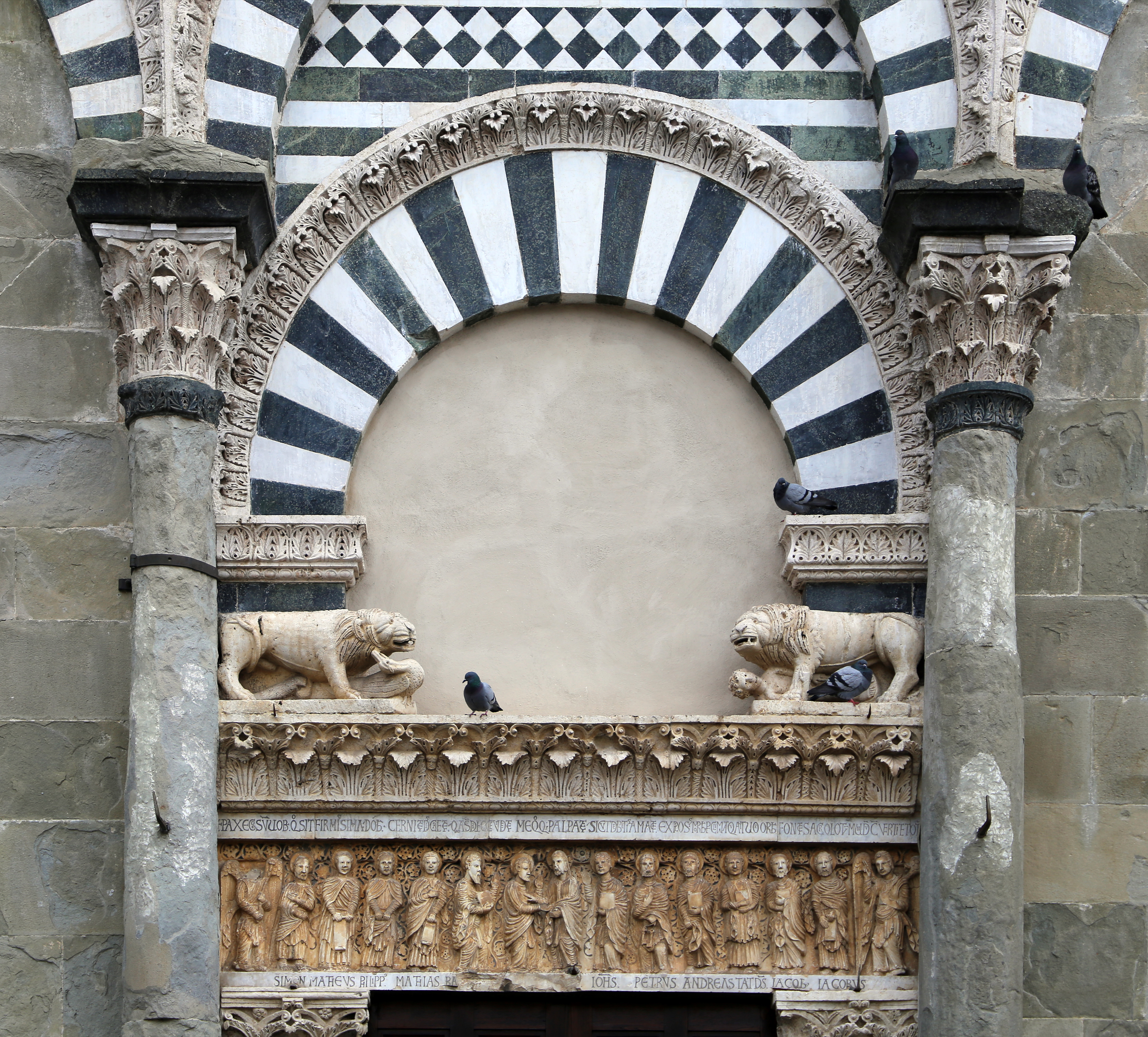
Chiesa di San Bartolomeo in Pantano

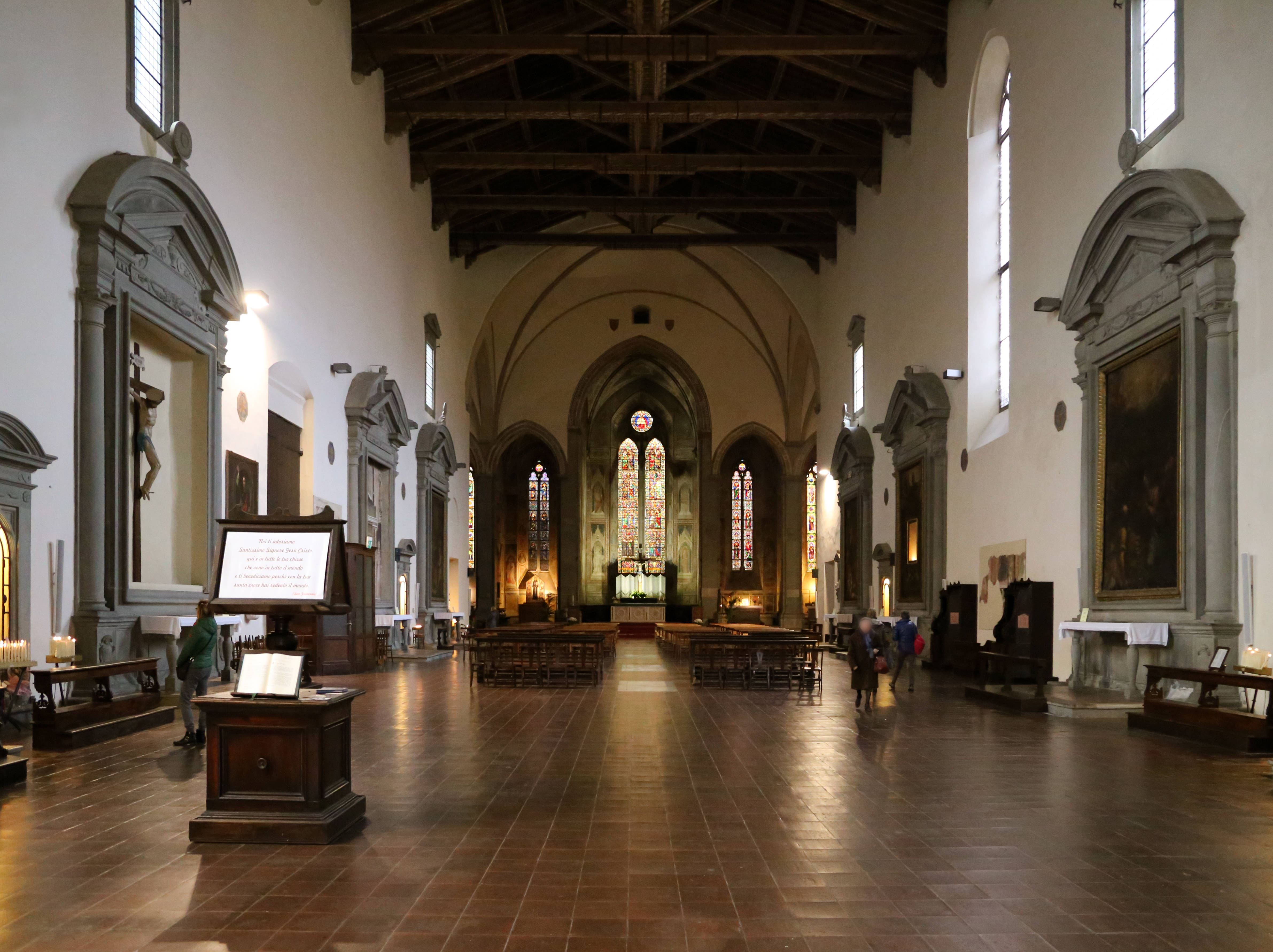
Chiesa di San Francesco

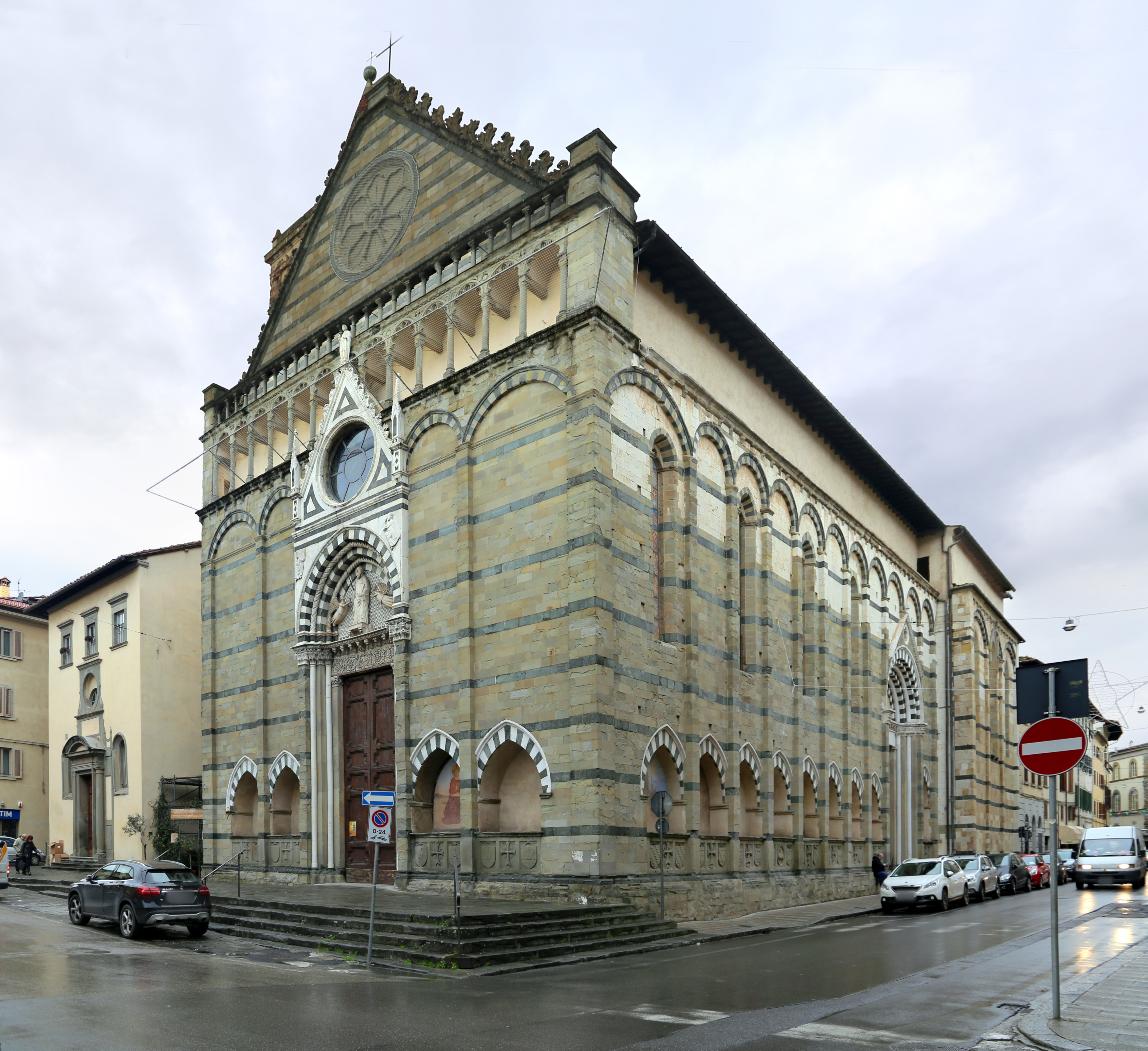
Chiesa di San Paolo

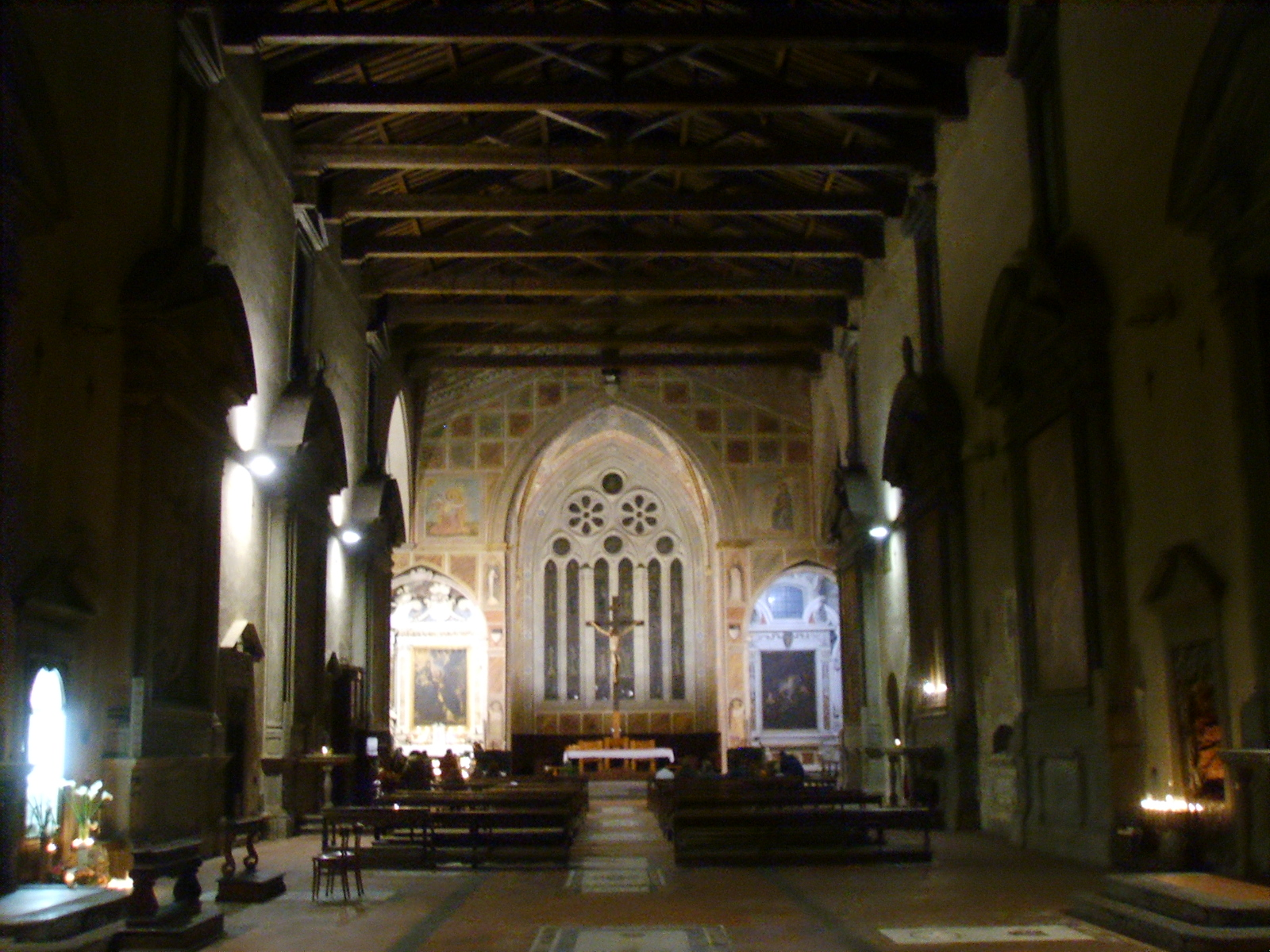
Chiesa e convento di San Domenico

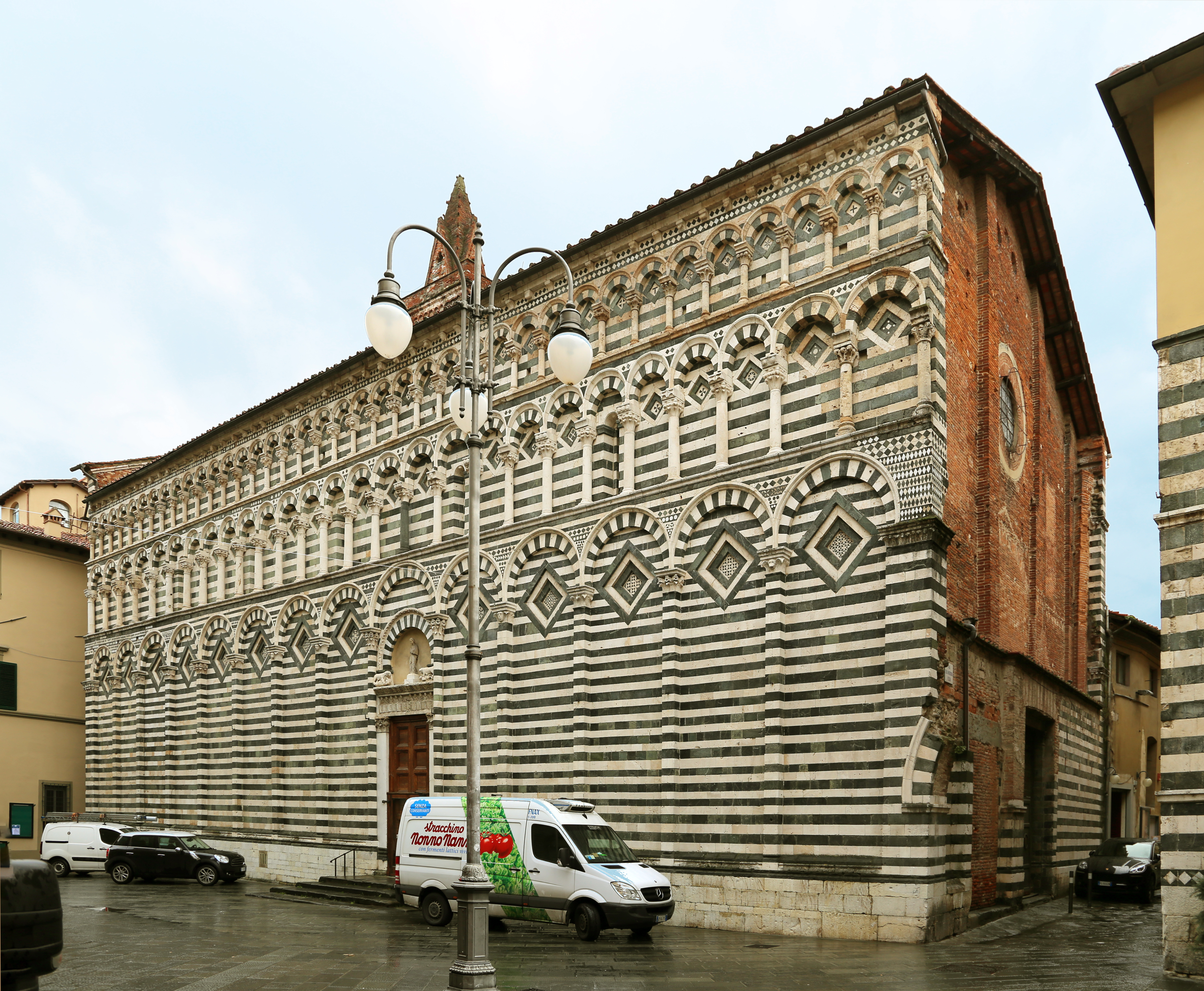
Chiesa di San Giovanni Fuorcivitas

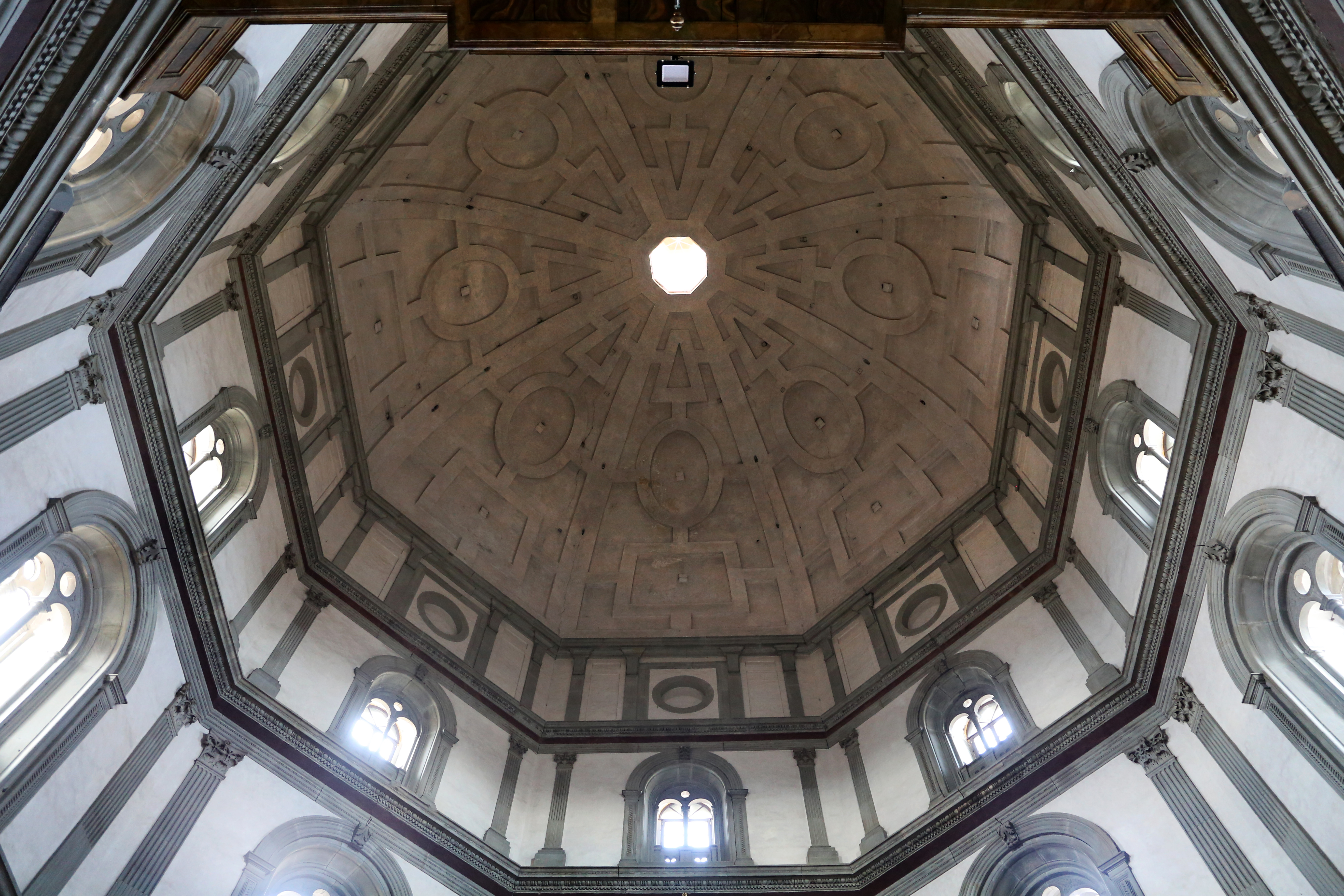
Basilica della Madonna dell'Umiltà, interno della cupola

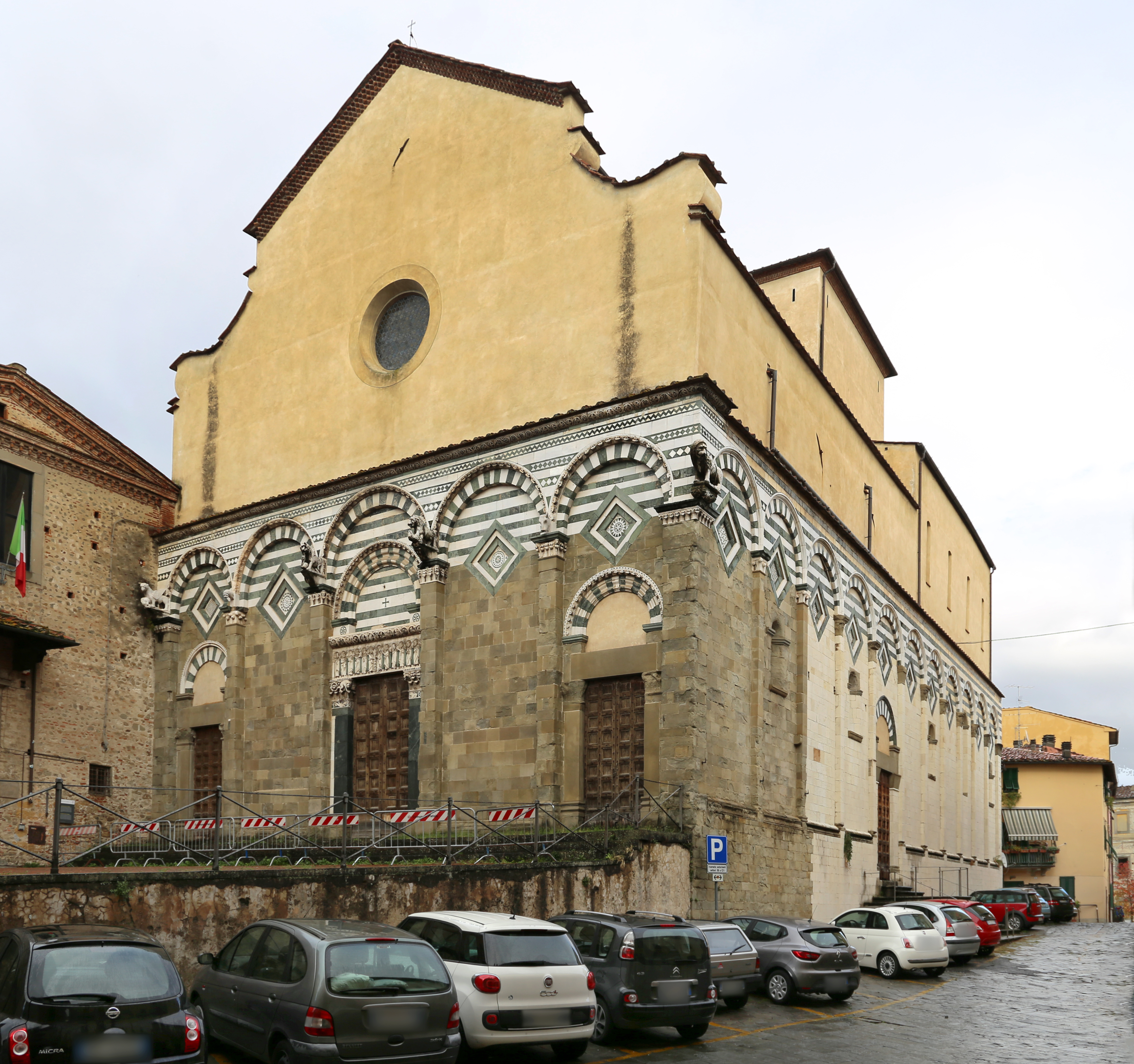
Chiesa di San Pier Maggiore

Di seguito sono elencate le chiese della città di Pistoia.

## Inquadramento storico e artistico
Il periodo del maggior lustro cittadino, riguardo all'edificazione di luoghi di culto, è sicuramente l'epoca romanico/gotica, in cui a Pistoia si mise in atto una particolare declinazione dello stile pisano, fatta con un maggior contrasto tra le pietre bianche (il marmo di Carrara) e verde scuro/nere (il serpentino). In quegli anni, il libero comune di Pistoia accolse una vera e propria fucina delle arti scultoree, di cui resta traccia negli architravi scolpiti da Gruamonte e nel capolavoro assoluto del pulpito di Sant'Andrea, di Giovanni Pisano. 
Nei secoli seguenti gli abbellimenti, gli ampliamenti e le nuove edificazioni si susseguirono, legati però a episodi più sporadici e meno organici, come nel caso dell'ingrandimento del Duomo. Il Rinascimento, fatta eccezione per il raro scrigno della chiesa di Santa Maria delle Grazie, non lasciò molte tracce significative nell'architettura cittadina, almeno finché non venne edificata, in epoca ormai manierista, la basilica della Madonna dell'Umiltà, dotata di una cupola ispirata a quella del Brunelleschi a Firenze. Analogamente, nel Sei e Settecento, la città si arricchì qua e là di alcuni esempi notevoli, come la chiesa dei Santi Prospero e Filippo, quella di San Leone e quella di Santa Maria degli Angeli, in cui lavorarono alcuni dei migliori artisti dell'epoca, toscani e non.
Tuttavia il volto dell'architettura religiosa pistoiese fu profondalmente stravolto dall'applicazione dei princìpi gianseniti del Sinodo di Pistoia, promosso dal vescovo riformatore Scipione de' Ricci, che dismise molti edifici di culto, anche notevolissimi per antichità e pregio artistico, alienandoli e destinadoli ad altri usi. Per questo oggi, più che in altre città, non è affatto infrequente incontrare, anche nel centro storico, tracce di chiese, oratori e cappelle trasformate in abitazioni civili, in luoghi di ritrovo e di uso sociale quali scuole o musei, ma anche purtroppo abbandonate e in via di una riconversione non ancora attuata. 
A queste perdite si può tuttavia annotare una sorta di compensazione novecentesca, quando grazie innanzitutto alla presenza del pistoiese Giovanni Michelucci, i dintorni di Pistoia si arricchirono di una serie di chiese moderne, in cui maturò una riflessione di respiro europeo sull'architettura religiosa e sulla sua funzione nell'epoca contemporanea, basata sui nuovi materiali (primo su tutti il calcestruzzo) e sulle nuove possibilità espressive e luminose.

## Edifici di culto

### Platea episcopis(piazza del Duomo)
- Cattedrale di San Zeno
- Battistero di San Giovanni in corte

### Altre chiese entro le mura
- Chiesa di Sant'Andrea
  - Pulpito di Sant'Andrea
- Chiesa della Santissima Annunziata
- Chiesa di San Bartolomeo in Pantano
- Chiesa di San Benedetto
- Oratorio delle Crocifissine
- Cappella del Santissimo Crocifisso
- Chiesa e convento di San Domenico
- Chiesa di San Francesco
- Oratorio di San Gaetano
- Chiesa di San Giovanni Battista al Tempio
- Chiesa di San Giovanni Fuorcivitas
- Chiesa di Sant'Ignazio di Loyola
- Chiesa dell'Immacolata Concezione
- Chiesa di San Leone
- Chiesa di Santa Maria del Carmine
- Basilica della Madonna dell'Umiltà
- Chiesa di Santa Maria a Ripalta
- Chiesa di Santa Maria delle Grazie
- Chiesa dell'Ospizio
- Chiesa di San Paolo
- Chiesa dei Santi Prospero e Filippo
- Chiesa di Santo Stefano (Clarisse)
- Chiesa di San Vitale

### Altri edifici di culto fuori le mura
- Chiesa di Sant'Alessio a Bigiano
- Badia di Badia a Pacciana
- Chiesa di San Bartolomeo a Spedaletto
- Chiesa del Cimitero della Vergine
- Chiesa di San Felice
- Chiesa e convento di San Francesco a Giaccherino
- Chiesa di San Lorenzo a Uzzo
- Chiesa di Santa Lucia a Capostrada
- Chiesa di San Pantaleone all'Ombrone, nella quale è, dietro l'altare, una pala con la Madonna col Bambino e Santi attribuibile a Leonardo Grazia e databile tra la fine degli anni venti e l'inizio degli anni trenta del Cinquecento, derivazione in versione ridotta della Pala Fugger di Giulio Romano.[1]
- Chiesa della Santissima Annunziata a Chiesina Montalese, che conserva all'interno una tavola cinquecentesca con l'Annunciazione, firmata da Jacopo Centi, ma in realtà a tutta evidenza opera di Sebastiano Vini.[2]
- Oratorio dei Santi Jacopo e Bartolomeo a Ponte alla Pergola, in origine annesso allo spedale fondato nel XIV secolo, adibito prima a lazzaretto e poi come ospizio per i viandanti, fino alla sua soppressione avvenuta nel 1740. La piccola chiesa ha subito numerose trasformazioni anche se all’esterno rimane la piccola facciata a portico retta da colonnine. In essa vi si conservava la tavola con la Madonna dell’Umilta fra i SS. Bartolomeo, Jacopo e Giovanni Battista, detta Madonna della Pergola, dipinta da Bernardino Detti nel 1523. La tavola, fra l’ostilita' degli abitanti, fu trasferita nel 1899 nel Palazzo Comunale e successivamente nel Museo Civico dove tuttora si trova. Il paliotto era stato invece dipinto con Domenico di Marco Rossermini nel 1531.[3]
- Chiesa di San Michele Arcangelo (Buriano) a Buriano
- Oratorio della Madonna dell'Umiltà a Pupigliana
- Santuario della Madonna di Valdibrana
- Chiesa di Santa Maria Annunziata a Gello
- Chiesa di Santa Maria Assunta in San Rocco
- Chiesa dei Santi Maria e Pancrazio a Cireglio
- Chiesa delle Sante Maria e Tecla
- Chiesa di Santa Maria Maggiore a Vicofaro
- Chiesa di San Michele Arcangelo a Piazza
- Chiesa di San Niccolò a Germinaia
- Chiesa di San Pancrazio a Pieve a Celle
- Chiesa di San Pietro a Candeglia, in cui è conservata, in sagrestia, un'interessante tavola, restaurata nel 2008, con San Sebastiano tra i santi Pietro e Antonio, attribuita a Zacca il Vecchio[4] e poi a Camillo dal Gallo, prete pistoiese pittore[5].
- Chiesa dei Santi Pietro e Girolamo a Collina
- Oratorio di San Rocco a Campeglia
- Chiesa di San Romano in Valdibrana
- Chiesa del Sacro Cuore Immacolato di Maria
- Abbazia di San Salvatore a Fontana Taona
- Oratorio di San Sebastiano
- Chiesa di San Silvestro a Santomoro
- Chiesa di San Silvestro a Masiano, nel cui interno, all'altare maggiore, è una pala con l'Assunta e Santi di Giovanni Battista Volponi, detto lo Scalabrino, documentata al 1554-1555[6].
- Chiesa di Santo Stefano di Campiglio

### Pievi
- Pieve di San Bartolomeo a Tizzana
- Pieve di San Giovanni Battista a Saturnana
- Pieve di San Giovanni Evangelista a Montecuccoli in Valdibure
- Pieve di San Giovanni Evangelista a Montemagno
- Pieve di San Matteo a San Mommè
- Pieve di San Michele a Groppoli
- Pieve di San Michele a Pulica (sconsacrata)
- Pieve di Santa Maria a Piteccio
- Pieve dei Santi Quirico e Giulitta (sconsacrata)

## Chiese entro le mura sconsacrate o distrutte
- Chiesa di Sant'Anastasio (sconsacrata)
- Oratorio di Sant'Ansano (sconsacrato)
- Chiesa di Sant'Antonio del Tau (sconsacrata)
- Ex-oratorio di Sant'Antonio Abate (sconsacrato)
- Chiesa di San Bernardino (sconsacrata)
- Chiesa di San Biagio o Santa Maria in Borgo Strada (sconsacrata)
- Chiesa di San Desiderio (sconsacrata)
- Chiesa di San Giovanni Battista (sconsacrata)
- Oratorio dei Santi Giusto e Lucia (sconsacrata)
- Chiesa di San Jacopo in Castellare (sconsacrata)
- Chiesa di Sant'Ilario (sconsacrata)
- Chiesa di San Leonardo (distrutta)
- Chiesa di Santa Liberata o Santa Maria in Borgo Bambini (sconsacrata)
- Chiesa e convento di San Lorenzo (sconsacrata)
- Chiesa di San Marco (sconsacrata)
- Oratorio di Santa Maria Accettapoveri (sconsacrato)
- Ex-chiesa di Santa Maria Cavaliera (sconsacrata)
- Chiesa di Santa Maria degli Angeli (sconsacrata)
- Chiesa di Santa Maria in Torre (sconsacrata)
- Chiesa di Santa Maria Maddalena al Prato (distrutta)
- Ex-chiesa di Santa Maria Nuova (sconsacrata)
- Chiesa di Santa Maria del Giglio (sconsacrata)
- Chiesa di San Matteo (distrutta)
- Chiesa e Monastero di San Mercuriale (distrutti), soppresso nel 1808 e completamente trasformato in un edificio civile oggi sede del Tribunale e della Procura della Repubblica di Pistoia. La chiesa aveva all'altare maggiore una Sacra Conversazione di Domenico Beceri, documentata al 1539 ed oggi al Museo Civico.[7]
- Chiesa di San Michele in Bonaccio (sconsacrata)
- Chiesa di San Michele in Cioncio (sconsacrata)
- Chiesa di San Niccolò a Germinaia, in cui si trova una cinquecentesca pala con la Madonna col Bambino e i Santi Nicola da Bari e Giovanni Battista, probabilmente opera di Benedetto Pagni del 1549 e già all'altare maggiore, dove oggi ve ne è un'altra di Demostene Macciò[8].
- Chiesa di San Pier Maggiore (sconsacrata)
- Chiesa di San Pietro in Cappella (sconsacrata)
- Chiesa di San Pietro in Strada (distrutta)
- Chiesa di San Salvatore (sconsacrata)
- Monastero di San Michele in Forcole (distrutta)
- Chiesa della Trinità (distrutta), che aveva al suo interno una pala con la Trinità e Santi del Pesellino e Filippo Lippi, oggi alla National Gallery di Londra, dopo le soppressioni trasformata in un edificio civile.[9]

## Seminario
- Seminario vescovile e chiesa di Santa Chiara

## Ospedali
- Ospedale del Ceppo